# Eucomis
Eucomis là một chi thực vật có hoa trong họ Asparagaceae.

## Danh sách loài
- Eucomis autumnalis (Mill.) Chitt. (syn. E. undulata Aiton)
  - Eucomis autumnalis subsp. amaryllidifolia (Baker) Reyneke
  - Eucomis autumnalis subsp. autumnalis
  - Eucomis autumnalis subsp. clavata (Baker) Reyneke
- Eucomis bicolor Baker
- Eucomis comosa (Houtt.) Wehrh. (syns. E. punctata L'Hér., E. striata (Ker Gawl.) W.T.Aiton)
- Eucomis humilis Baker
- Eucomis montana Compton
- Eucomis pallidiflora Baker (syn. E. pole-evansii N.E.Br.)
  - Eucomis pallidiflora subsp. pallidiflora
  - Eucomis pallidiflora subsp. pole-evansii (N.E.Br.) Reyneke ex J.C.Manning
- Eucomis regia (L.) Aiton
- Eucomis schijffii Reyneke
- Eucomis vandermerwei Verd.
- Eucomis zambesiaca Baker

## Hình ảnh

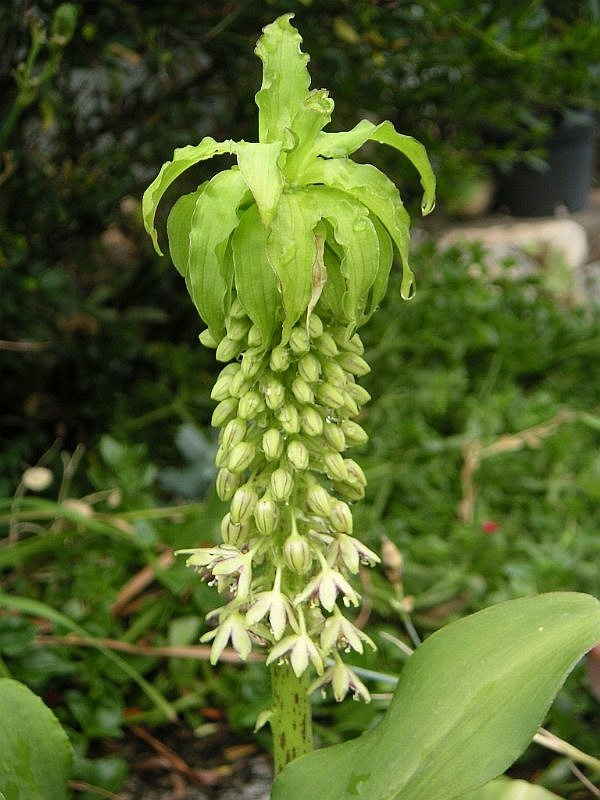
Eucomis bicolor
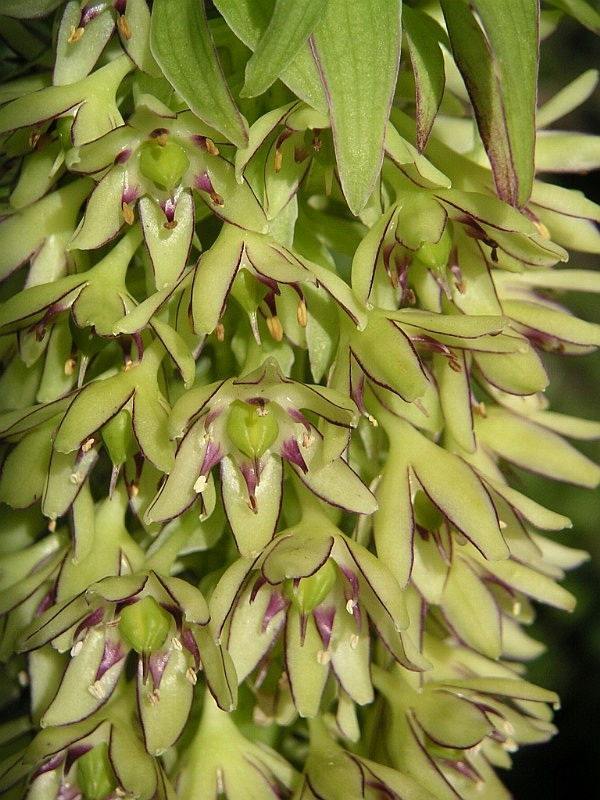
Eucomis bicolor
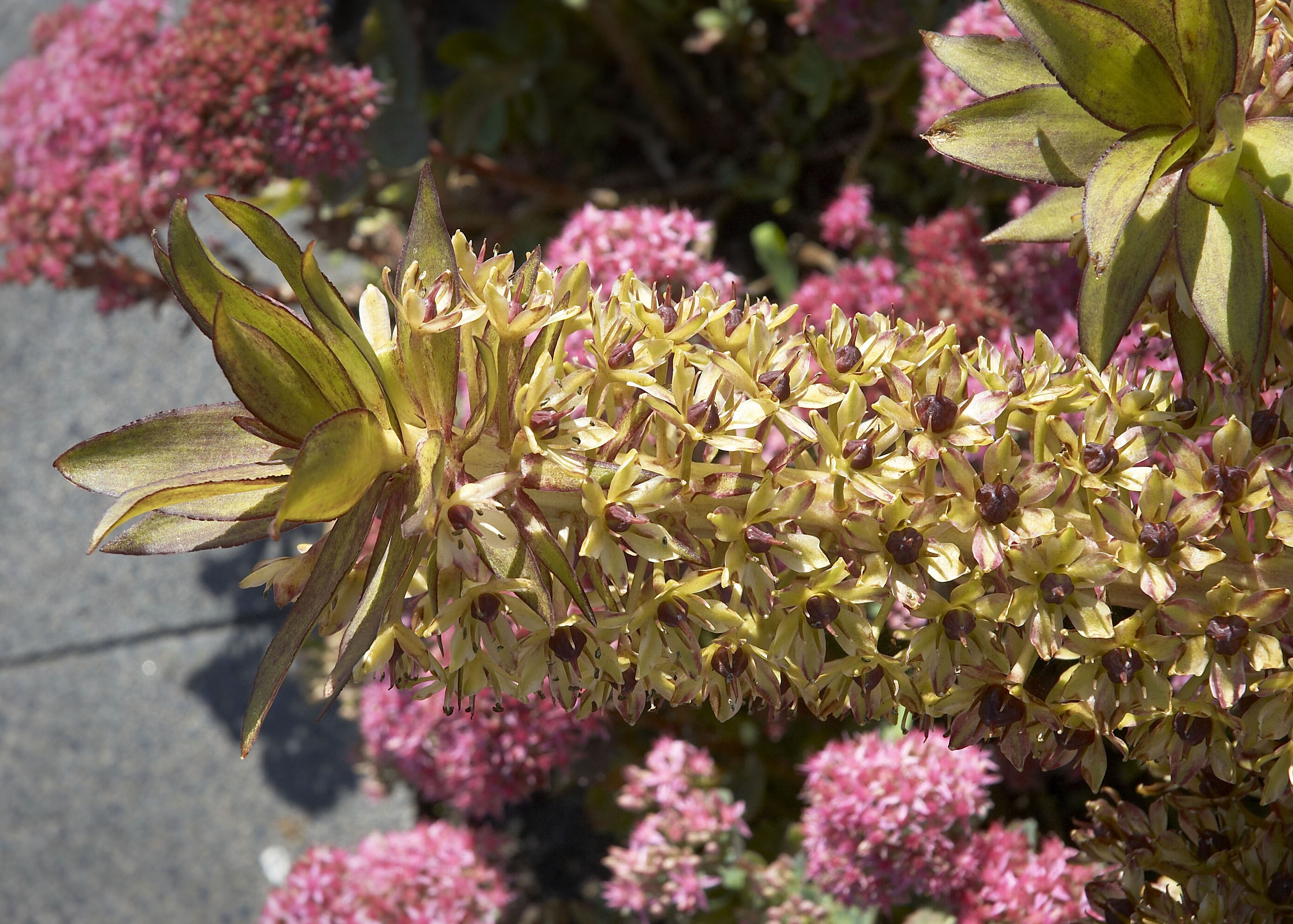
Eucomis comosa
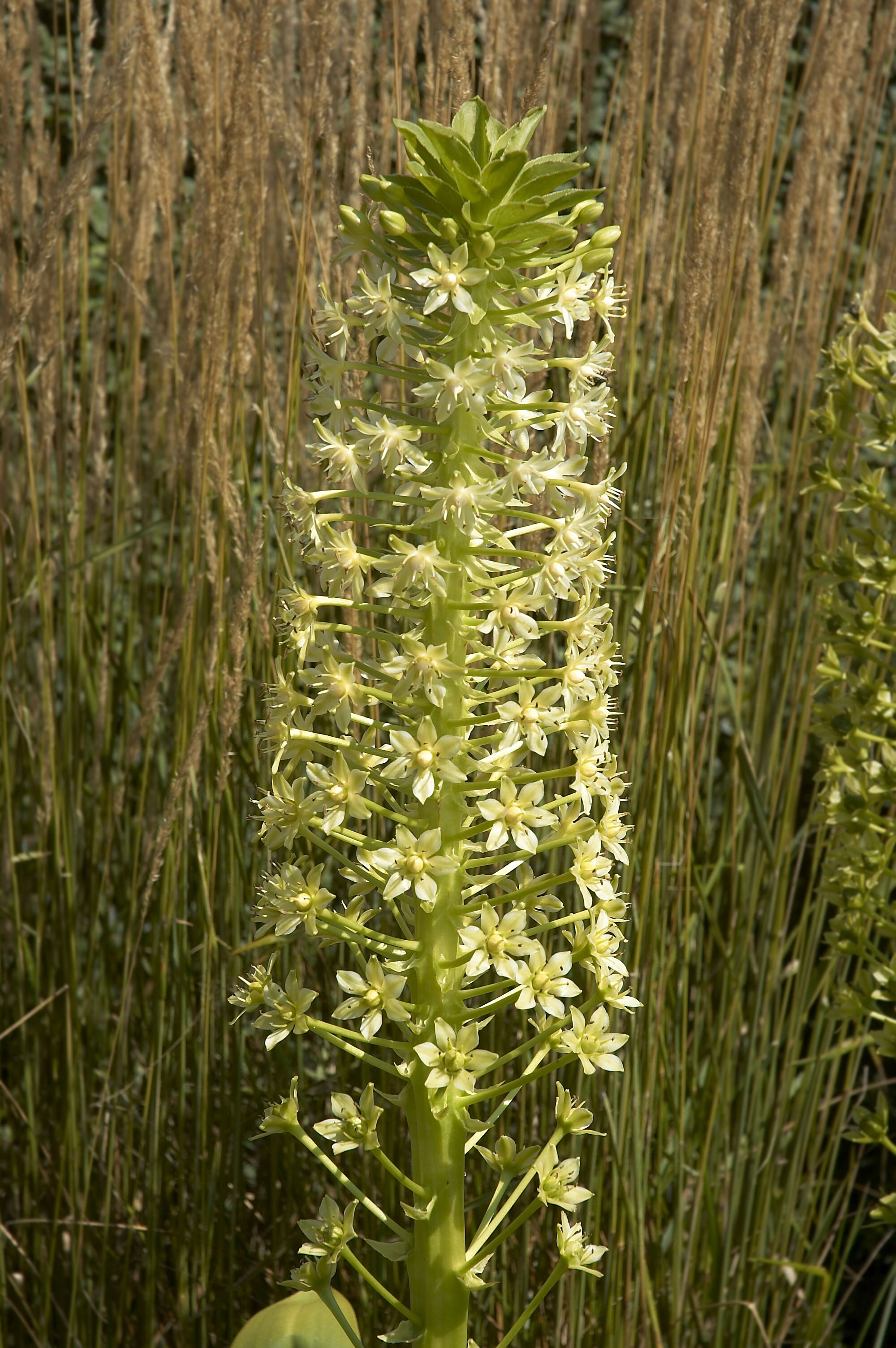
Eucomis pole-evansii